# مت بچند
مت بچند (انگلیسی: Matt Bachand؛ زادهٔ ۲ مهٔ ۱۹۷۷) موسیقی‌دان اهل ایالات متحده آمریکا است. وی از سال ۱۹۹۵ میلادی تاکنون مشغول فعالیت بوده است.